# Universo di Warcraft

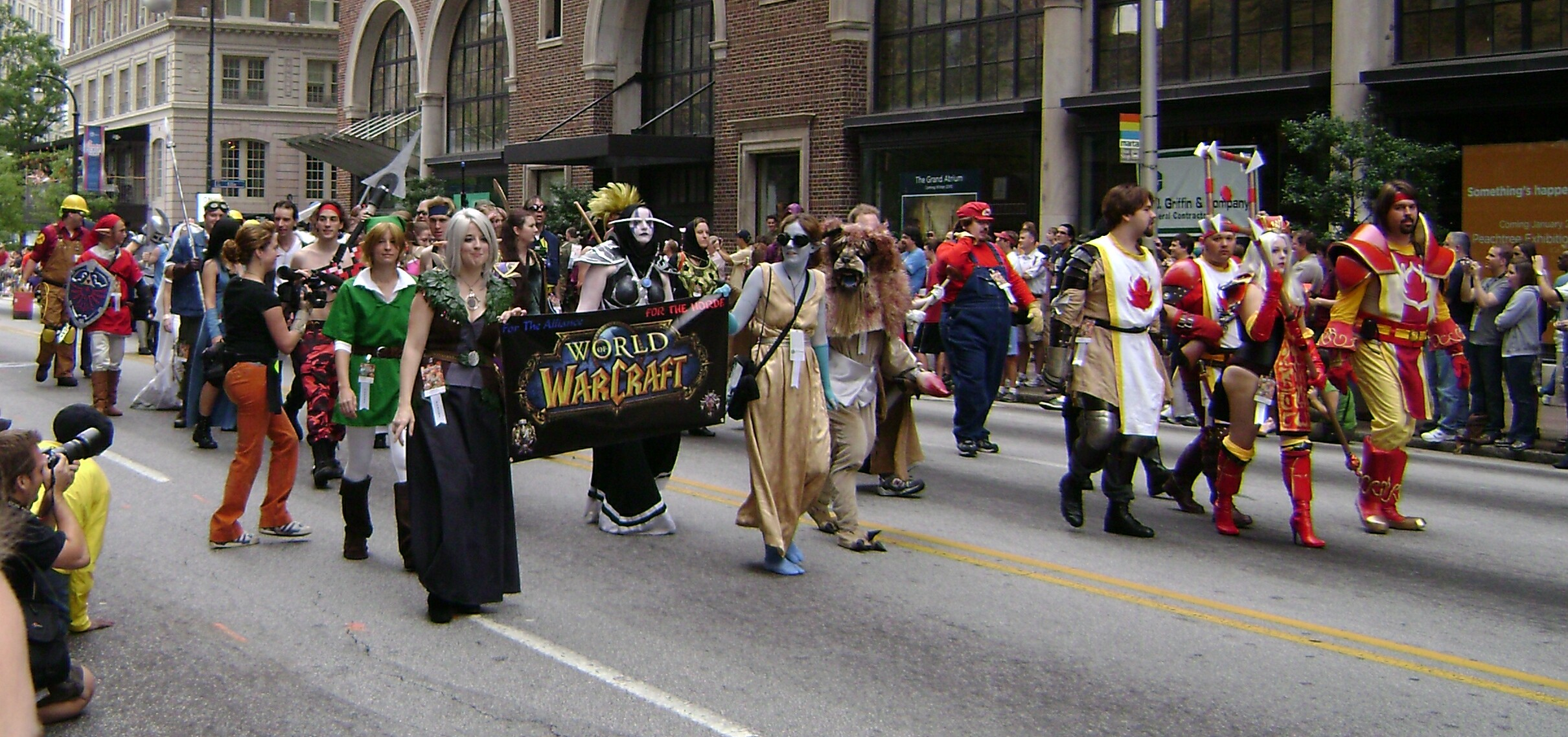
Persone con costumi di World of Warcraft al raduno fantasy DragonCon di Atlanta

L'universo di Warcraft è l'ambientazione dei videogiochi, romanzi, fumetti, giochi di ruolo e altro materiale della serie fantasy Warcraft, prodotta dalla Blizzard Entertainment. I videogiochi e le altre fonti descrivono il mondo di Warcraft in diversi periodi storici e in diversi luoghi. Questa voce tratta gli elementi della cosmologia generale di questo universo immaginario così come viene descritto dalle fonti Blizzard. Per gli eventi storici ambientati in questo universo, si veda Storia dell'universo di Warcraft.

## Ambientazione
L'universo di Warcraft consiste, principalmente, in una sterminata serie di pianeti situati nella cosiddetta "Grande Oscurità", un concetto pressoché identico a quello dello spazio reale. Oltre alla Grande Oscurità, esistono alcuni altri "piani materiali" (o universi paralleli) che sono collegati ad essa tramite la magia, la cui natura può variare anche radicalmente dall'uno all'altro. Una situazione simile esiste in diversi giochi di ruolo, come ad esempio Dungeons & Dragons: il luogo di Warcraft dove si svolge la stragrande maggioranza delle azioni dei personaggi è comparabile al "piano materiale" di Dungeons & Dragons, mentre gli altri "piani materiali" sono concettualmente simili agli altri "piani di esistenza" della stessa ambientazione.

### Grande Oscurità
La Grande Oscurità (Great Dark Beyond) è il corrispettivo in Warcraft dell'universo reale, dove si trovano fisicamente galassie, stelle, pianeti. L'origine dell'universo è forse da ricercarsi, secondo gli studiosi in Warcraft, in un'esplosione cosmica (analoga al Big Bang) che generò, a partire dalla Grande Oscurità inizialmente vuota, tutti i corpi celesti, mentre altre interpretazioni la rimandano alla creazione da parte di qualche entità superiore (tema comune in molte mitologie e religioni). La Grande Oscurità è anche il luogo dove i Titani si spostano, viaggiando da un mondo all'altro. Tra i pianeti che si trovano nella Grande Oscurità i più importanti sono Azeroth, quello su cui si svolge la maggioranza degli eventi di Warcraft e luogo d'origine di buona parte delle razze conosciute, e Draenor, conosciuto come Terre Esterne, pianeta natale degli orchi. Sono noti i nomi di diversi altri pianeti, molti dei quali caduti nelle mani della Legione Infuocata (come Argus, madrepatria dei draenei, e Mardum, il pianeta-prigione inizialmente creato da Sargeras per rinchiudervi i demoni).

### Distorsione Fatua
La Distorsione Fatua (Twisting Nether, tradotto anche come "Ade Vorticoso") è una dimensione parallela di natura caotica e intensamente magica, senza forma né dimensione; è privo di leggi fisiche, se non quelle che chi vi entra crea per sé stesso, prodotte dalla sua stessa mente. Viene descritto come coesistente e sovrapposto alla Grande Oscurità, normalmente non percepibile ai mortali senza l'ausilio della magia. Funge da crocevia fra i vari luoghi della Grande Oscurità per coloro che sanno come farne uso. Mentre incantesimi e strutture quali i portali e il teletrasporto utilizzano la Distorsione Fatua per passare da un luogo all'altro della Grande Oscurità, accedere all'Ade Vorticoso stesso è molto più complesso: raggiungere luoghi come le Terre Esterne, che si "affacciano" direttamente sulla Distorsione Fatua, può facilitare l'accesso al piano stesso.
A differenza della Grande Oscurità, apparentemente disabitata, la Distorsione Fatua è dimora di numerose creature malvagie che hanno lo scopo di portare il caos nei mondi che riescono a raggiungere, e che possono attaccare i viaggiatori al suo interno. Parte (ma non la totalità) di queste creature ricade sotto la definizione di demoni, i quali sono in grado di manipolare la Distorsione Fatua come nessun altro, sebbene rimanga una dimensione caotica anche per loro; dalla corruzione di Sargeras, la Distorsione Fatua è divenuto il dominio principale della Legione Infuocata che egli ha costituito.
Come visto dal cielo delle Terre Esterne, la Distorsione Fatua ricorda in maniera non troppo distante lo spazio aperto, con pianeti, galassie ed altri elementi simili chiaramente visibili e apparentemente molto vicini; dal Tempio Nero, nella Valle di Torvaluna, è addirittura possibile vedere nel cielo il pianeta di Azeroth. Alcune rappresentazioni artistiche di tale dimensione mostrano paesaggi decisamente diversi, che potrebbero essere residui di pianeti che hanno subito un fato simile alle Terre Esterne.
Occasionalmente, alla Distorsione Fatua sono stati attribuiti altri nomi, quali Piano Abissale (Abyssal Plane), Piano Astrale (Astral Plane), Inferno (Hell), Ade (Hades) o Buio Sottostante (Dark Below). In alcuni casi la Distorsione Fatua è stato descritto anche come una specie di "reame della morte" o "degli spiriti", dove gli spiriti confluiscono dopo la morte; in tal caso potrebbe spiegare la natura del cielo vorticoso che in World of Warcraft è visibile a chi controlla un personaggio in forma di spirito. Tuttavia tale affermazione non è mai stata confermata dalla Blizzard.

## Trama
La storia di Warcraft si è sviluppata lungo l'arco di migliaia di anni, sebbene il primissimo periodo sia poco dettagliato e in parte oscuro, mentre la maggioranza degli eventi noti sono concentrati negli ultimi trent'anni circa (periodo in cui sono ambientati i videogiochi della serie). Sebbene la stragrande maggioranza degli avvenimenti siano, alla base, causati da qualche entità superiore come i Titani, gli Dei Antichi o altre divinità, sono poi le razze mortali a muovere le pedine una volta in campo. Occasionalmente tali mortali operano per conto proprio, ma generalmente sono riuniti o legati a una delle fazioni in cui è divisa la società di Warcraft. Tra le più importanti di queste si annoverano di certo Alleanza e Orda, ma anche altre quali il Flagello, la Legione Infuocata, la Crociata Argentea e il Martello del Crepuscolo.